# Аничков, Иван Кондратьевич
Ива́н Кондра́тьевич Ани́чков (1793―1857) — переводчик, действительный статский советник.

## Биография
Из небогатой дворянской семьи. Службу начал сенатским регистратором в Министерстве юстиции (1814), затем перевёлся в Коллегию иностранных дел (1817). Прикомандирован к Канцелярии петербургского военного губернатора М. А. Милорадовича (1818―1820), где познакомился с Ф. Н. Глинкой, который ввёл его в Вольное общество любителей российской словесности (сотрудник ― с 1818, действительный член ― с начала 1821). Аничков выполнял обязанности библиотекаря Общества, принимал активное участие в благотворительной деятельности. В середине 1823 года вместе с Ф. Н. Глинкой, О. М. Сомовым, Н. А. Бестужевым, А. О. Корниловичем вошёл в собиравшийся у К. Ф. Рылеева «домашний комитет», которому удалось изыскать способы преодоления финансовых и издательских трудностей Общества.
Вклад Аничкова в издаваемый Обществом журнал «Соревнователь просвещения и благотворения. Труды вольного общества любителей российской словесности» составили преимущественно переводные статьи из французских изданий и несколько стихотворений. Более важное значение имели речи Аничкова «Сердечная дань памяти Державина» (1818) и «Ломоносов» (1822), в которых он акцентировал гражданские мотивы поэзии XVIII в. После распада Общества имя Аничкова надолго исчезло из печати. С 1832 года он ― начальник отдела Департамента внешних сношений Министерства иностранных дел Российской империи. После непродолжительной отставки (1842―1845) был цензором иностранных изданий при Петербургском почтамте (дослужился до чина действительного статского советника).